# ایمونوهیستوشیمی
ایمونوهیستوشیمی (به انگلیسی: immunohistochemistry) یا بافت‌شیمی ایمنی نام یک فرایند برای مکان‌یابی پروتئین‌ها در یاخته‌های یک بافت است.
در این روش با استفاده از پادتن‌های (آنتی‌بادی‌های) منوکلونال، پادگن‌های (آنتی‌ژن‌های) یاخته‌ها شناسایی می‌شود. پیشرفت‌های چشمگیری در سال‌های اخیر در این شیوه انجام گرفته‌است و در حال حاضر به عنوان یکی از روش‌های تشخیصی مهم در شاخه پزشکی و به‌ویژه دانش آسیب‌شناسی جای خود را باز کرده‌است.

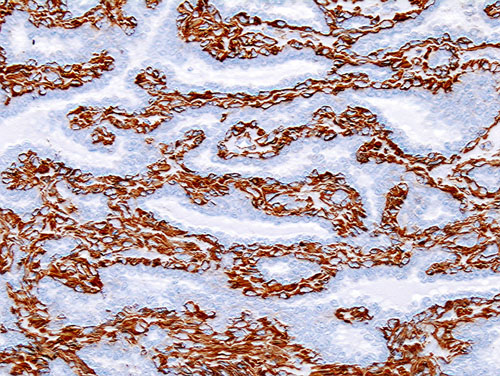
رنگ‌آمیزی با استفاده از پادتن بر ضد اکتین در پاپیلوم داخل مجرایی پستان-سلول‌های قهوه‌ای رنگ.